# Sphondylium proteiforme
Sphondylium proteiforme är en flockblommig växtart som beskrevs av Pietro Bubani. Sphondylium proteiforme ingår i släktet Sphondylium och familjen flockblommiga växter. Inga underarter finns listade i Catalogue of Life.